# シュヴァルツヴェルダー・シンケン

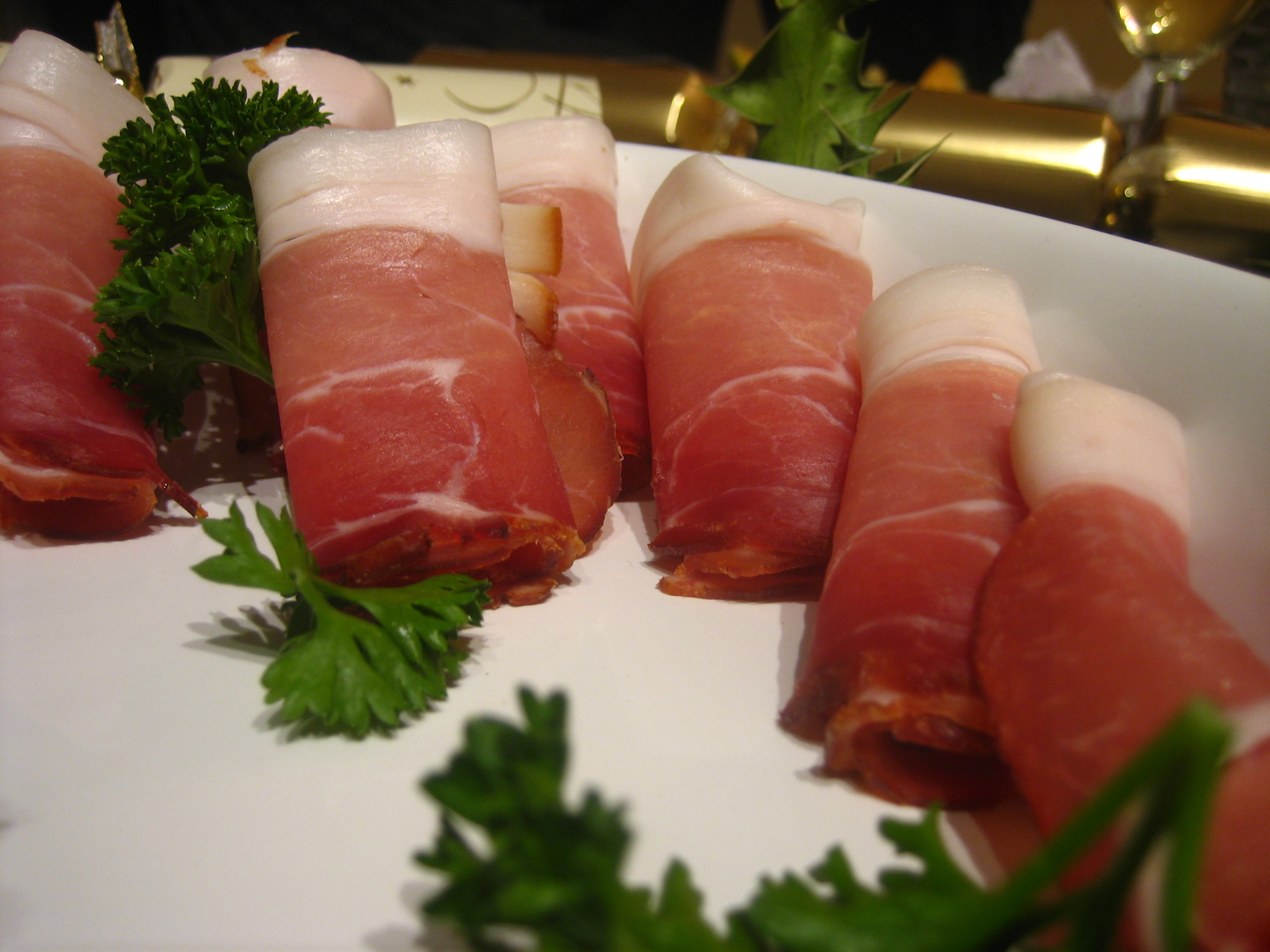
シュヴァルツヴェルダー・シンケン

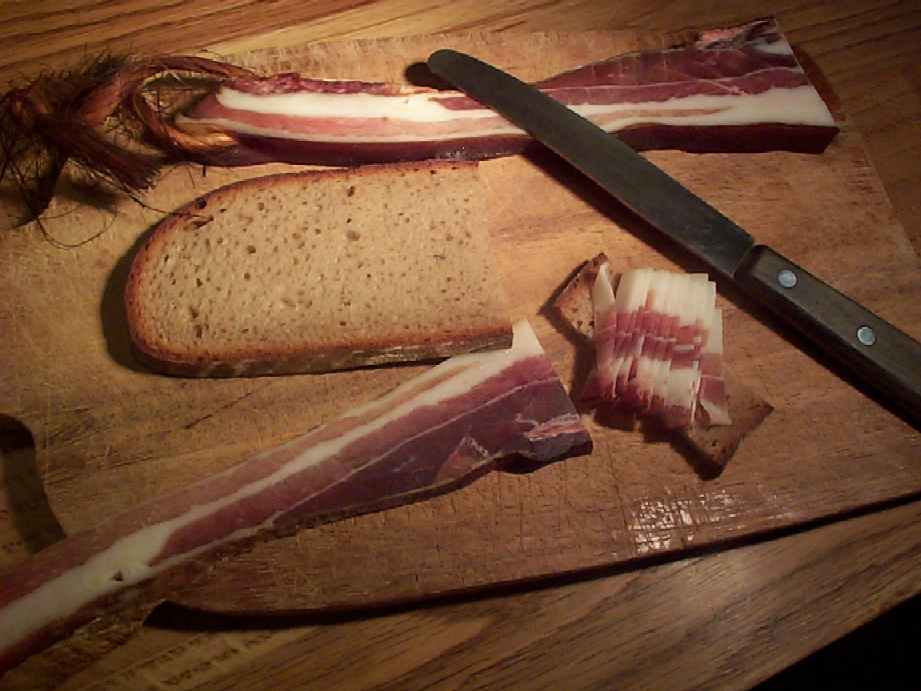
シュヴァルツヴェルダー・シュペック

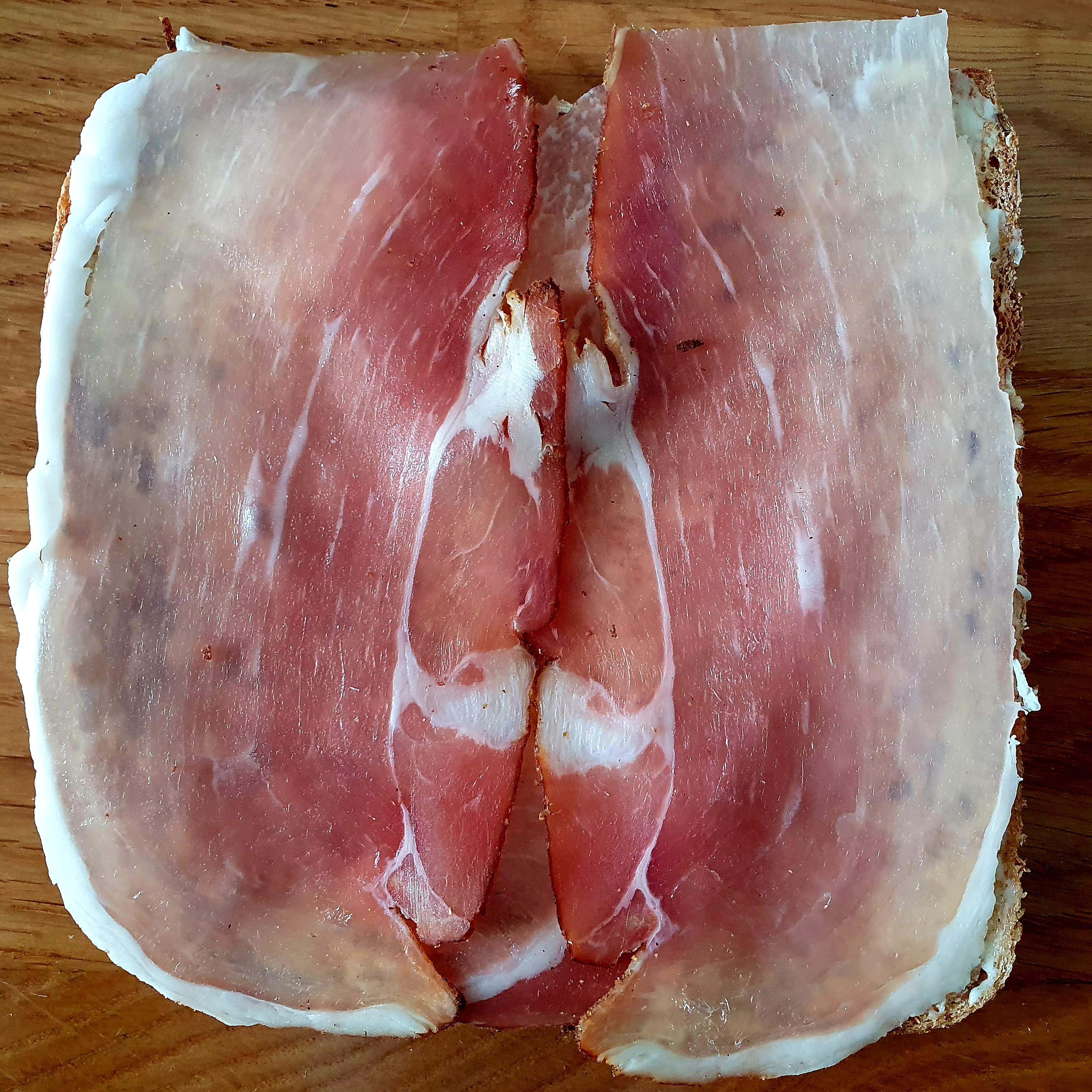
ブラックフォレストハムのトースト

シュヴァルツヴェルダー・シンケン（ドイツ語: Schwarzwälder Schinken、英語: Black Forest ham、黒い森のハム）は、ドイツのシュヴァルツヴァルト地方で設定された製品仕様に従って製造された、骨のない燻製生ハムである。

## 概説
シュヴァルツヴェルダー・シンケンは1997年以来、欧州連合の地理的表示保護（PGI）になっている。
塩せきと燻煙の製造工程だけは、シュヴァルツヴァルトで行う必要がある。つまり、その他の工程は他の地域で行うことができるので、全ての製造工程がその原産地としている地域で行われなければならない原産地呼称保護（PDO）は適用されない。
シュヴァルツヴェルダー・シュペック（ドイツ語: Schwarzwälder Speck、英語: Black Forest bacon、黒い森のベーコン） も同様の工程で作られているが、保護指定されていない。
非EU諸国おいては原産地名称保護制度による規制が及ばないため、特にアメリカとカナダにおいて多様な品質の商業生産されたハムが「シュヴァルツヴェルダー・シンケン (Black Forest ham)」として市場に出回り、販売されている。

## 製造方法
シュバルツヴェルダー・シンケンは、豚肉の後脚から作られ、独特の香りは、伝統的な製造工程によって生まれる。原材料が品質を決定するため、個々のハムの品質は、温度、鮮度、色、脂肪含有量、pH値、および正しいカットであるかなど入荷時にチェックされる。
生のハムに塩、コショウ、コリアンダー、ニンニク、ジュニパーベリーなどのスパイスをこすりつけ(乾塩せき)、その後ハムを大桶に重ねる。2〜3週間の塩せきにより肉から水が抽出され、塩水が形成される。その後、ハムを取り出し、2週間乾燥させる。これはハム全体に塩を均一に分散させ、さらに水分を取り除くためであり、この間に典型的な赤い色と香りが付いてくる。次に、シュヴァルツヴァルトの針葉樹とおがくずを使用して、ハムを約25°C（77°F）で少なくとも1週間冷燻した後、空調された部屋で数週間熟成する。ハムは外側がほぼ黒くなり、独特の風味が増す。このような工程を経て、3か月後に店頭で販売される。
すぐに食べられるハムの乾燥度は少なくとも25％で、ハムの水分とタンパク質の比率は2.2：1である。

## シュヴァルツヴァルト産

### 原材料肉の産地
ハムの肉は、シュヴァルツヴァルト地域のものである必要はないため、ドイツや他国から自由に入手できる。豚の脚は、バーデン＝ヴュルテンベルク州（10％）、他のドイツ連邦州（70％）、および他のEU諸国（20％）の豚に由来している。

### ハムへの加工
EU地域で販売する場合、ハムはシュヴァルツヴァルト、つまり北のプフォルツハイムと南のレラハの間の地域で生産される必要があり、2005年以降、そこでスライスして食品包装する必要があった。シュヴァルツヴァルトのシルタッハでハムを塩せきして燻煙しているアブラハム・シンケンは、この決定に対して異議を申し立てた。同社は、ドイツ北部の自社工場でこれらのハムをスライスして食品包装する計画だったが、シュヴァルツヴェルダー・シンケン製造業者保護協会はそれに反対していた。欧州司法裁判所にまで及んだ14年間の訴訟の後、決定が下され、2019年8月の連邦特許裁判所は、シュヴァルツヴァルト地域外でスライスおよび食品包装される可能性があるとの判決を下した。保護協会は再び連邦裁判所に異議を申し立て、2021年2月、連邦裁判所は連邦特許裁判所の判決を支持した。

### 保護協会
フィリンゲン＝シュヴェニンゲンにある、シュヴァルツヴェルダー・シンケン製造業者保護協会は、13のメンバー企業と3つのギルドで構成されている。メンバー企業の厳格な品質管理、協会が実施する定期的な外部検査によって製品の高品質が保証されている。

## 需要
2020年には、約960万本のシュヴァルツヴェルダー・シンケンが生産され、販売された。主な販売市場はドイツである。総生産量の約25％はフランス、ベネルクス、東ヨーロッパに向けられている。最も重要な販売経路は、食品貿易と約85％のシェアを持つディスカウンターであり、次に専門小売業者と飲食店が続く。